# Pandemia di COVID-19 in Armenia
Il primo caso della pandemia di COVID-19 in Armenia è stato confermato il 1 marzo 2020, si trattava di un uomo tornato dall'Iran.
L'Armenia ha sospeso i viaggi senza visto per i cittadini cinesi dal 1º febbraio 2020, subito dopo aver implementato un periodo di accesso senza visto di 90 giorni il 19 gennaio. I cittadini iraniani non hanno potuto più ricevere il visto all'arrivo. Inoltre, i passeggeri che sono stati nella maggior parte d'Europa, così come in Corea del Sud e Giappone, negli ultimi 14 giorni, non sono stati più autorizzati a entrare in Armenia. Anche il confine dell'Armenia con la Repubblica dell'Artsakh è stato chiuso per impedire la diffusione del virus nella repubblica non riconosciuta.
Il 5 maggio 2023, l'Organizzazione mondiale della sanità dichiara ufficialmente la fine della pandemia.

## Antefatti
Il 12 gennaio 2020, l'Organizzazione mondiale della sanità (OMS) ha confermato che un nuovo coronavirus era la causa di una nuova infezione polmonare che aveva colpito diversi abitanti della città di Wuhan, nella provincia cinese dell'Hubei, il cui caso era stato portato all'attenzione dell'OMS il 31 dicembre 2019.
Sebbene nel tempo il tasso di mortalità del COVID-19 si sia rivelato decisamente più basso di quello dell'epidemia di SARS che aveva imperversato nel 2003, la trasmissione del virus SARS-CoV-2, alla base del COVID-19, è risultata essere molto più ampia di quella del precedente virus del 2003, ed ha portato a un numero totale di morti molto più elevato.

## Cronistoria

### Restrizioni viaggi
L'Armenia ha sospeso i viaggi senza visto per i cittadini cinesi dal 1º febbraio, poco dopo aver attuato un regime di 90 giorni senza visto il 19 gennaio. Nemmeno i cittadini iraniani possono ricevere un visto all'arrivo. Inoltre, i passeggeri che sono stati in gran parte dell'Europa, così come in Giappone e Corea del Sud, negli ultimi 14 giorni, non possono più entrare in Armenia. Anche il confine dell'Armenia con la Repubblica di Artsakh è stato chiuso per impedire la diffusione del virus nella repubblica non riconosciuta (parte de jure dell'Azerbaigian).

### Test
Prima del primo caso confermato nel Paese, l'Armenia a febbraio aveva svolto 118 test, tutti risultati negativi. Al 6 febbraio 2021, l'Armenia ha riferito di aver eseguito 659 181 test.

## Andamento dei contagi
| Data                                                                | Data       |  | Numero di casi | Numero di morti |
| ------------------------------------------------------------------- | ---------- |  | -------------- | --------------- |
| 01-03-2020                                                          | 01-03-2020 |  | 1(N.D.)        |                 |
| ⋮                                                                   | ⋮          |  | 1(=)           |                 |
| 11-03-2020                                                          | 11-03-2020 |  | 4(+300%)       |                 |
| 12-03-2020                                                          | 12-03-2020 |  | 6(+50%)        |                 |
| 13-03-2020                                                          | 13-03-2020 |  | 13(+117%)      |                 |
| 14-03-2020                                                          | 14-03-2020 |  | 20(+54%)       |                 |
| 15-03-2020                                                          | 15-03-2020 |  | 28(+40%)       |                 |
| 16-03-2020                                                          | 16-03-2020 |  | 45(+61%)       |                 |
| 17-03-2020                                                          | 17-03-2020 |  | 78(+73%)       |                 |
| 18-03-2020                                                          | 18-03-2020 |  | 110(+41%)      |                 |
| 19-03-2020                                                          | 19-03-2020 |  | 136(+24%)      |                 |
| 20-03-2020                                                          | 20-03-2020 |  | 160(+18%)      |                 |
| 21-03-2020                                                          | 21-03-2020 |  | 190(+19%)      |                 |
| 22-03-2020                                                          | 22-03-2020 |  | 194(+2,1%)     |                 |
| 23-03-2020                                                          | 23-03-2020 |  | 235(+21%)      |                 |
| 24-03-2020                                                          | 24-03-2020 |  | 265(+13%)      |                 |
| 25-03-2020                                                          | 25-03-2020 |  | 290(+9,4%)     |                 |
| 26-03-2020                                                          | 26-03-2020 |  | 329(+13%)      | 1(N.D.)         |
| 27-03-2020                                                          | 27-03-2020 |  | 372(+13%)      | 1(=)            |
| 28-03-2020                                                          | 28-03-2020 |  | 424(+14%)      | 3(+200%)        |
| 29-03-2020                                                          | 29-03-2020 |  | 482(+14%)      | 3(=)            |
| 30-03-2020                                                          | 30-03-2020 |  | 532(+10%)      | 3(=)            |
| 31-03-2020                                                          | 31-03-2020 |  | 571(+7,3%)     | 3(=)            |
| 01-04-2020                                                          | 01-04-2020 |  | 663(+16%)      | 4(+33%)         |
| 02-04-2020                                                          | 02-04-2020 |  | 736(+11%)      | 7(+75%)         |
| 03-04-2020                                                          | 03-04-2020 |  | 770(+4,6%)     | 7(=)            |
| 04-04-2020                                                          | 04-04-2020 |  | 822(+6,8%)     | 7(=)            |
| 05-04-2020                                                          | 05-04-2020 |  | 833(+1,3%)     | 8(+14%)         |
| 06-04-2020                                                          | 06-04-2020 |  | 853(+2,4%)     | 8(=)            |
| 07-04-2020                                                          | 07-04-2020 |  | 881(+3,3%)     | 9(+12%)         |
| 08-04-2020                                                          | 08-04-2020 |  | 921(+4,5%)     | 10(+11%)        |
| 09-04-2020                                                          | 09-04-2020 |  | 937(+1,7%)     | 11(+10%)        |
| 10-04-2020                                                          | 10-04-2020 |  | 967(+3,2%)     | 13(+18%)        |
| 11-04-2020                                                          | 11-04-2020 |  | 1 013(+4,8%)   | 13(=)           |
| 12-04-2020                                                          | 12-04-2020 |  | 1 039(+2,6%)   | 14(+7,7%)       |
| 13-04-2020                                                          | 13-04-2020 |  | 1 067(+2,7%)   | 16(+14%)        |
| 14-04-2020                                                          | 14-04-2020 |  | 1 111(+4,1%)   | 17(+6,2%)       |
| 15-04-2020                                                          | 15-04-2020 |  | 1 159(+4,3%)   | 18(+5,9%)       |
| 16-04-2020                                                          | 16-04-2020 |  | 1 201(+3,6%)   | 19(+5,6%)       |
| 17-04-2020                                                          | 17-04-2020 |  | 1 248(+3,9%)   | 20(+5,3%)       |
| 18-04-2020                                                          | 18-04-2020 |  | 1 291(+3,4%)   | 20(=)           |
| 19-04-2020                                                          | 19-04-2020 |  | 1 339(+3,7%)   | 22(+10%)        |
| 20-04-2020                                                          | 20-04-2020 |  | 1 401(+4,6%)   | 24(+9,1%)       |
| 21-04-2020                                                          | 21-04-2020 |  | 1 473(+5,1%)   | 24(=)           |
| 22-04-2020                                                          | 22-04-2020 |  | 1 523(+3,4%)   | 24(=)           |
| 23-04-2020                                                          | 23-04-2020 |  | 1 596(+4,8%)   | 27(+12%)        |
| 24-04-2020                                                          | 24-04-2020 |  | 1 677(+5,1%)   | 28(+3,7%)       |
| 25-04-2020                                                          | 25-04-2020 |  | 1 746(+4,1%)   | 28(=)           |
| 26-04-2020                                                          | 26-04-2020 |  | 1 808(+3,6%)   | 29(+3,6%)       |
| 27-04-2020                                                          | 27-04-2020 |  | 1 867(+3,3%)   | 30(+3,4%)       |
| 28-04-2020                                                          | 28-04-2020 |  | 1 932(+3,5%)   | 30(=)           |
| 29-04-2020                                                          | 29-04-2020 |  | 2 066(+6,9%)   | 32(+6,7%)       |
| 30-04-2020                                                          | 30-04-2020 |  | 2 148(+4%)     | 33(+3,1%)       |
| 01-05-2020                                                          | 01-05-2020 |  | 2 273(+5,8%)   | 33(=)           |
| 02-05-2020                                                          | 02-05-2020 |  | 2 386(+5%)     | 35(+6,1%)       |
| 03-05-2020                                                          | 03-05-2020 |  | 2 507(+5,1%)   | 39(+11%)        |
| 04-05-2020                                                          | 04-05-2020 |  | 2 619(+4,5%)   | 40(+2,6%)       |
| 05-05-2020                                                          | 05-05-2020 |  | 2 782(+6,2%)   | 40(=)           |
| 06-05-2020                                                          | 06-05-2020 |  | 2 884(+3,7%)   | 42(+5%)         |
| 07-05-2020                                                          | 07-05-2020 |  | 3 029(+5%)     | 43(+2,4%)       |
| 08-05-2020                                                          | 08-05-2020 |  | 3 175(+4,8%)   | 44(+2,3%)       |
| 09-05-2020                                                          | 09-05-2020 |  | 3 313(+4,3%)   | 45(+2,3%)       |
| 10-05-2020                                                          | 10-05-2020 |  | 3 392(+2,4%)   | 46(+2,2%)       |
| 11-05-2020                                                          | 11-05-2020 |  | 3 538(+4,3%)   | 47(+2,2%)       |
| 12-05-2020                                                          | 12-05-2020 |  | 3 718(+5,1%)   | 48(+2,1%)       |
| 13-05-2020                                                          | 13-05-2020 |  | 3 860(+3,8%)   | 49(+2,1%)       |
| 14-05-2020                                                          | 14-05-2020 |  | 4 044(+4,8%)   | 52(+6,1%)       |
| 15-05-2020                                                          | 15-05-2020 |  | 4 283(+5,9%)   | 52(=)           |
| 16-05-2020                                                          | 16-05-2020 |  | 4 427(+3,4%)   | 60(+15%)        |
| 17-05-2020                                                          | 17-05-2020 |  | 4 823(+8,9%)   | 52(−13%)        |
| 18-05-2020                                                          | 18-05-2020 |  | 5 041(+4,5%)   | 64(+23%)        |
| 19-05-2020                                                          | 19-05-2020 |  | 5 271(+4,6%)   | 67(+4,7%)       |
| 20-05-2020                                                          | 20-05-2020 |  | 5 606(+6,4%)   | 70(+4,5%)       |
| 21-05-2020                                                          | 21-05-2020 |  | 5 928(+5,7%)   | 74(+5,7%)       |
| 22-05-2020                                                          | 22-05-2020 |  | 6 302(+6,3%)   | 77(+4,1%)       |
| 23-05-2020                                                          | 23-05-2020 |  | 6 661(+5,7%)   | 81(+5,2%)       |
| 24-05-2020                                                          | 24-05-2020 |  | 7 113(+6,8%)   | 87(+7,4%)       |
| 25-05-2020                                                          | 25-05-2020 |  | 7 402(+4,1%)   | 91(+4,6%)       |
| 26-05-2020                                                          | 26-05-2020 |  | 7 774(+5%)     | 98(+7,7%)       |
| 27-05-2020                                                          | 27-05-2020 |  | 8 216(+5,7%)   | 113(+15%)       |
| 28-05-2020                                                          | 28-05-2020 |  | 8 676(+5,6%)   | 120(+6,2%)      |
| 29-05-2020                                                          | 29-05-2020 |  | 8 927(+2,9%)   | 127(+5,8%)      |
| 30-05-2020                                                          | 30-05-2020 |  | 9 282(+4%)     | 131(+3,1%)      |
| 31-05-2020                                                          | 31-05-2020 |  | 9 492(+2,3%)   | 139(+6,1%)      |
| 01-06-2020                                                          | 01-06-2020 |  | 10 009(+5,4%)  | 158(+14%)       |
| 02-06-2020                                                          | 02-06-2020 |  | 10 524(+5,1%)  | 170(+7,6%)      |
| 03-06-2020                                                          | 03-06-2020 |  | 11 221(+6,6%)  | 176(+3,5%)      |
| 04-06-2020                                                          | 04-06-2020 |  | 11 817(+5,3%)  | 183(+4%)        |
| 05-06-2020                                                          | 05-06-2020 |  | 12 634(+6,9%)  | 190(+3,8%)      |
| 06-06-2020                                                          | 06-06-2020 |  | 13 130(+3,9%)  | 200(+5,3%)      |
| 07-06-2020                                                          | 07-06-2020 |  | 13 325(+1,5%)  | 211(+5,5%)      |
| 08-06-2020                                                          | 08-06-2020 |  | 13 675(+2,6%)  | 217(+2,8%)      |
| 09-06-2020                                                          | 09-06-2020 |  | 14 103(+3,1%)  | 227(+4,6%)      |
| 10-06-2020                                                          | 10-06-2020 |  | 14 669(+4%)    | 245(+7,9%)      |
| 11-06-2020                                                          | 11-06-2020 |  | 15 281(+4,2%)  | 258(+5,3%)      |
| 12-06-2020                                                          | 12-06-2020 |  | 16 004(+4,7%)  | 264(+2,3%)      |
| 13-06-2020                                                          | 13-06-2020 |  | 16 667(+4,1%)  | 269(+1,9%)      |
| 14-06-2020                                                          | 14-06-2020 |  | 17 064(+2,4%)  | 285(+5,9%)      |
| 15-06-2020                                                          | 15-06-2020 |  | 17 489(+2,5%)  | 293(+2,8%)      |
| 16-06-2020                                                          | 16-06-2020 |  | 18 033(+3,1%)  | 302(+3,1%)      |
| 17-06-2020                                                          | 17-06-2020 |  | 18 698(+3,7%)  | 309(+2,3%)      |
| 18-06-2020                                                          | 18-06-2020 |  | 19 157(+2,5%)  | 319(+3,2%)      |
| 19-06-2020                                                          | 19-06-2020 |  | 19 708(+2,9%)  | 332(+4,1%)      |
| 20-06-2020                                                          | 20-06-2020 |  | 20 268(+2,8%)  | 350(+5,4%)      |
| 21-06-2020                                                          | 21-06-2020 |  | 20 588(+1,6%)  | 360(+2,9%)      |
| 22-06-2020                                                          | 22-06-2020 |  | 21 006(+2%)    | 372(+3,3%)      |
| 23-06-2020                                                          | 23-06-2020 |  | 21 717(+3,4%)  | 386(+3,8%)      |
| 24-06-2020                                                          | 24-06-2020 |  | 22 488(+3,6%)  | 397(+2,8%)      |
| 25-06-2020                                                          | 25-06-2020 |  | 23 247(+3,4%)  | 410(+3,3%)      |
| 26-06-2020                                                          | 26-06-2020 |  | 23 909(+2,8%)  | 420(+2,4%)      |
| 27-06-2020                                                          | 27-06-2020 |  | 24 645(+3,1%)  | 426(+1,4%)      |
| 28-06-2020                                                          | 28-06-2020 |  | 25 127(+2%)    | 433(+1,6%)      |
| 29-06-2020                                                          | 29-06-2020 |  | 25 542(+1,7%)  | 443(+2,3%)      |
| 30-06-2020                                                          | 30-06-2020 |  | 26 065(+2%)    | 453(+2,3%)      |
| 01-07-2020                                                          | 01-07-2020 |  | 26 658(+2,3%)  | 459(+1,3%)      |
| 02-07-2020                                                          | 02-07-2020 |  | 27 320(+2,5%)  | 469(+2,2%)      |
| 03-07-2020                                                          | 03-07-2020 |  | 27 900(+2,1%)  | 477(+1,7%)      |
| 04-07-2020                                                          | 04-07-2020 |  | 28 606(+2,5%)  | 484(+1,5%)      |
| 05-07-2020                                                          | 05-07-2020 |  | 28 936(+1,2%)  | 491(+1,4%)      |
| 06-07-2020                                                          | 06-07-2020 |  | 29 285(+1,2%)  | 503(+2,4%)      |
| 07-07-2020                                                          | 07-07-2020 |  | 29 820(+1,8%)  | 521(+3,6%)      |
| 08-07-2020                                                          | 08-07-2020 |  | 30 346(+1,8%)  | 535(+2,7%)      |
| 09-07-2020                                                          | 09-07-2020 |  | 30 903(+1,8%)  | 546(+2,1%)      |
| 10-07-2020                                                          | 10-07-2020 |  | 31 392(+1,6%)  | 559(+2,4%)      |
| 11-07-2020                                                          | 11-07-2020 |  | 31 969(+1,8%)  | 565(+1,1%)      |
| 12-07-2020                                                          | 12-07-2020 |  | 32 151(+0,57%) | 573(+1,4%)      |
| 13-07-2020                                                          | 13-07-2020 |  | 32 490(+1,1%)  | 581(+1,4%)      |
| 14-07-2020                                                          | 14-07-2020 |  | 33 005(+1,6%)  | 592(+1,9%)      |
| 15-07-2020                                                          | 15-07-2020 |  | 33 559(+1,7%)  | 607(+2,5%)      |
| 16-07-2020                                                          | 16-07-2020 |  | 34 001(+1,3%)  | 620(+2,1%)      |
| 17-07-2020                                                          | 17-07-2020 |  | 34 462(+1,4%)  | 631(+1,8%)      |
| 18-07-2020                                                          | 18-07-2020 |  | 34 877(+1,2%)  | 641(+1,6%)      |
| 19-07-2020                                                          | 19-07-2020 |  | 34 981(+0,3%)  | 650(+1,4%)      |
| 20-07-2020                                                          | 20-07-2020 |  | 35 254(+0,78%) | 662(+1,8%)      |
| 21-07-2020                                                          | 21-07-2020 |  | 35 693(+1,2%)  | 678(+2,4%)      |
| 22-07-2020                                                          | 22-07-2020 |  | 36 162(+1,3%)  | 688(+1,5%)      |
| 23-07-2020                                                          | 23-07-2020 |  | 36 613(+1,2%)  | 692(+0,58%)     |
| 24-07-2020                                                          | 24-07-2020 |  | 36 996(+1%)    | 700(+1,2%)      |
| 25-07-2020                                                          | 25-07-2020 |  | 37 317(+0,87%) | 705(+0,71%)     |
| 26-07-2020                                                          | 26-07-2020 |  | 37 390(+0,2%)  | 711(+0,85%)     |
| 27-07-2020                                                          | 27-07-2020 |  | 37 629(+0,64%) | 719(+1,1%)      |
| 28-07-2020                                                          | 28-07-2020 |  | 37 937(+0,82%) | 723(+0,56%)     |
| 29-07-2020                                                          | 29-07-2020 |  | 38 196(+0,68%) | 728(+0,69%)     |
| 30-07-2020                                                          | 30-07-2020 |  | 38 550(+0,93%) | 738(+1,4%)      |
| 31-07-2020                                                          | 31-07-2020 |  | 38 841(+0,75%) | 749(+1,5%)      |
| 01-08-2020                                                          | 01-08-2020 |  | 39 050(+0,54%) | 754(+0,67%)     |
| 02-08-2020                                                          | 02-08-2020 |  | 39 102(+0,13%) | 762(+1,1%)      |
| 03-08-2020                                                          | 03-08-2020 |  | 39 298(+0,5%)  | 768(+0,79%)     |
| 04-08-2020                                                          | 04-08-2020 |  | 39 586(+0,73%) | 770(+0,26%)     |
| 05-08-2020                                                          | 05-08-2020 |  | 39 819(+0,59%) | 772(+0,26%)     |
| 06-08-2020                                                          | 06-08-2020 |  | 39 985(+0,42%) | 777(+0,65%)     |
| 07-08-2020                                                          | 07-08-2020 |  | 40 185(+0,5%)  | 785(+1%)        |
| 08-08-2020                                                          | 08-08-2020 |  | 40 410(+0,56%) | 791(+0,76%)     |
| 09-08-2020                                                          | 09-08-2020 |  | 40 433(+0,06%) | 796(+0,63%)     |
| 10-08-2020                                                          | 10-08-2020 |  | 40 593(+0,4%)  | 803(+0,88%)     |
| 11-08-2020                                                          | 11-08-2020 |  | 40 794(+0,5%)  | 806(+0,37%)     |
| 12-08-2020                                                          | 12-08-2020 |  | 41 023(+0,56%) | 809(+0,37%)     |
| 13-08-2020                                                          | 13-08-2020 |  | 41 299(+0,67%) | 814(+0,62%)     |
| 14-08-2020                                                          | 14-08-2020 |  | 41 495(+0,47%) | 817(+0,37%)     |
| 15-08-2020                                                          | 15-08-2020 |  | 41 663(+0,4%)  | 818(+0,12%)     |
| 16-08-2020                                                          | 16-08-2020 |  | 41 701(+0,09%) | 824(+0,73%)     |
| 17-08-2020                                                          | 17-08-2020 |  | 41 846(+0,35%) | 832(+0,97%)     |
| 18-08-2020                                                          | 18-08-2020 |  | 42 056(+0,5%)  | 833(+0,12%)     |
| 19-08-2020                                                          | 19-08-2020 |  | 42 319(+0,63%) | 836(+0,36%)     |
| 20-08-2020                                                          | 20-08-2020 |  | 42 477(+0,37%) | 842(+0,72%)     |
| 21-08-2020                                                          | 21-08-2020 |  | 42 616(+0,33%) | 850(+0,95%)     |
| 22-08-2020                                                          | 22-08-2020 |  | 42 792(+0,41%) | 852(+0,24%)     |
| 23-08-2020                                                          | 23-08-2020 |  | 42 825(+0,08%) | 854(+0,23%)     |
| 24-08-2020                                                          | 24-08-2020 |  | 42 936(+0,26%) | 858(+0,47%)     |
| 25-08-2020                                                          | 25-08-2020 |  | 43 067(+0,31%) | 861(+0,35%)     |
| 26-08-2020                                                          | 26-08-2020 |  | 43 270(+0,47%) | 864(+0,35%)     |
| ⋮                                                                   |            |  |                |                 |
| ⋮                                                                   |            |  |                |                 |
| 25-10-2020                                                          | 25-10-2020 |  | 77 387(N.D.)   | 1 180(N.D.)     |
| Fonti: - Worldometers - Ultimo aggiornamento: 25.10.2020, 11:00 GMT |            |  |                |                 |

## Cronologia

### Marzo
Il 1º marzo 2020, il primo ministro Nikol Pashinyan ha confermato tramite la sua pagina Facebook il primo caso di COVID-19 in Armenia.
Il 16 marzo, il governo ha dichiarato lo stato di emergenza fino al 14 aprile per impedire la diffusione del coronavirus. Le misure di emergenza comprendono: la chiusura di tutte le istituzioni educative, la chiusura dei confini con la Georgia e l'Iran, il divieto di incontri con oltre 20 persone e il rinvio del referendum costituzionale armeno del 2020.
Al 18 marzo, oltre 799 persone erano in isolamento, 444 di queste erano in quarantena, riunite nel Golden Palace Hotel di Tsaghkadzor e nel Collegio militare di Monte Melkonian di Dilijan.
Il 21 marzo, il ministro della sanità dell'Armenia Arsen Torosyan ha dichiarato che 600 persone erano in quarantena in diverse regioni dell'Armenia. Ha aggiunto che la capacità dell'Armenia di mettere in quarantena le persone si sta avvicinando al limite e che le persone dovrebbero già ricorrere all'autoisolamento come misura preventiva. Dei casi confermati, 133 erano collegati ai gruppi di casi provenienti da Ejmiatsin e da una fabbrica di cucito a Erevan.
Al 24 marzo, c'erano 235 casi confermati: 26 pazienti avevano la polmonite, 6 dei quali in terapia intensiva, sebbene non intubati (non su respiratori artificiali) e che erano costantemente controllati.
Giovedì 26 marzo, il Ministero della Salute dell'Armenia ha annunciato la prima morte del paese a causa del coronavirus. Il paziente era un cittadino armeno maschio di 72 anni con molteplici condizioni preesistenti.

### Aprile
Il 1 ° aprile 2020, l'Armenia ha riportato la sua quarta morte.
Il 6 aprile 2020, il primo ministro armeno Nikol Pashinyan ha annunciato che l'Armenia avrebbe iniziato a produrre test COVID-19 presso l'Istituto di biologia molecolare armeno.
Il 7 aprile 2020, il primo caso di COVID-19 è stato segnalato nella non riconosciuta Repubblica di Artsakh. La persona era tornata dall'Armenia nel villaggio di Mirik della provincia di Kashatagh, a 39 km da Berdzor e 89 km da Stepanakert, ed era stata portata in ambulanza al centro medico di Kashatagh la mattina del 2 aprile. Tutte le 17 persone che erano state in contatto con questa persona, nessuna delle quali aveva avuto sintomi, si erano autoisolate in anticipo per motivi di sicurezza.

### Maggio
Il 14 maggio è stato approvato l'estensione dello stato di emergenza fino al 13 giugno, dopo l'aumento dei contagi a fine aprile.